# Parlamentswahlen in Osttimor 2007

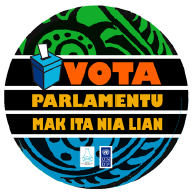
Button mit Aufruf zur Wahlbeteiligung

Bei den Parlamentswahlen in Osttimor 2007 wurde am 30. Juni 2007 die neue Zusammensetzung des Nationalparlaments Osttimors (Parlamento Nacional de Timor-Leste) durch die Bevölkerung des Landes bestimmt. 529.198 Wähler waren stimmberechtigt, 708 Wahllokale standen bereit.
Im neuen Parlament saßen daraufhin 65 Abgeordnete für die kommenden fünf Jahre. Stärkste Partei wurde wieder die FRETILIN, jedoch nur noch mit 21 Abgeordneten. Die Regierung stellte aber die Aliança da Maioria Parlamentar AMP (Allianz der Parlamentarischen Mehrheit), eine Koalition aus CNRT, PD und ASDT/PSD, die 37 Sitze innehatte. Neuer Premierminister wurde der Vorsitzende des CNRT und ehemalige Staatspräsident Osttimors Xanana Gusmão. Vorangegangen war ein Streit, welche Partei laut Verfassung das Recht habe, von Staatspräsident José Ramos-Horta den Auftrag zur Regierungsbildung zu erhalten.

## Situation des Landes vor den Wahlen

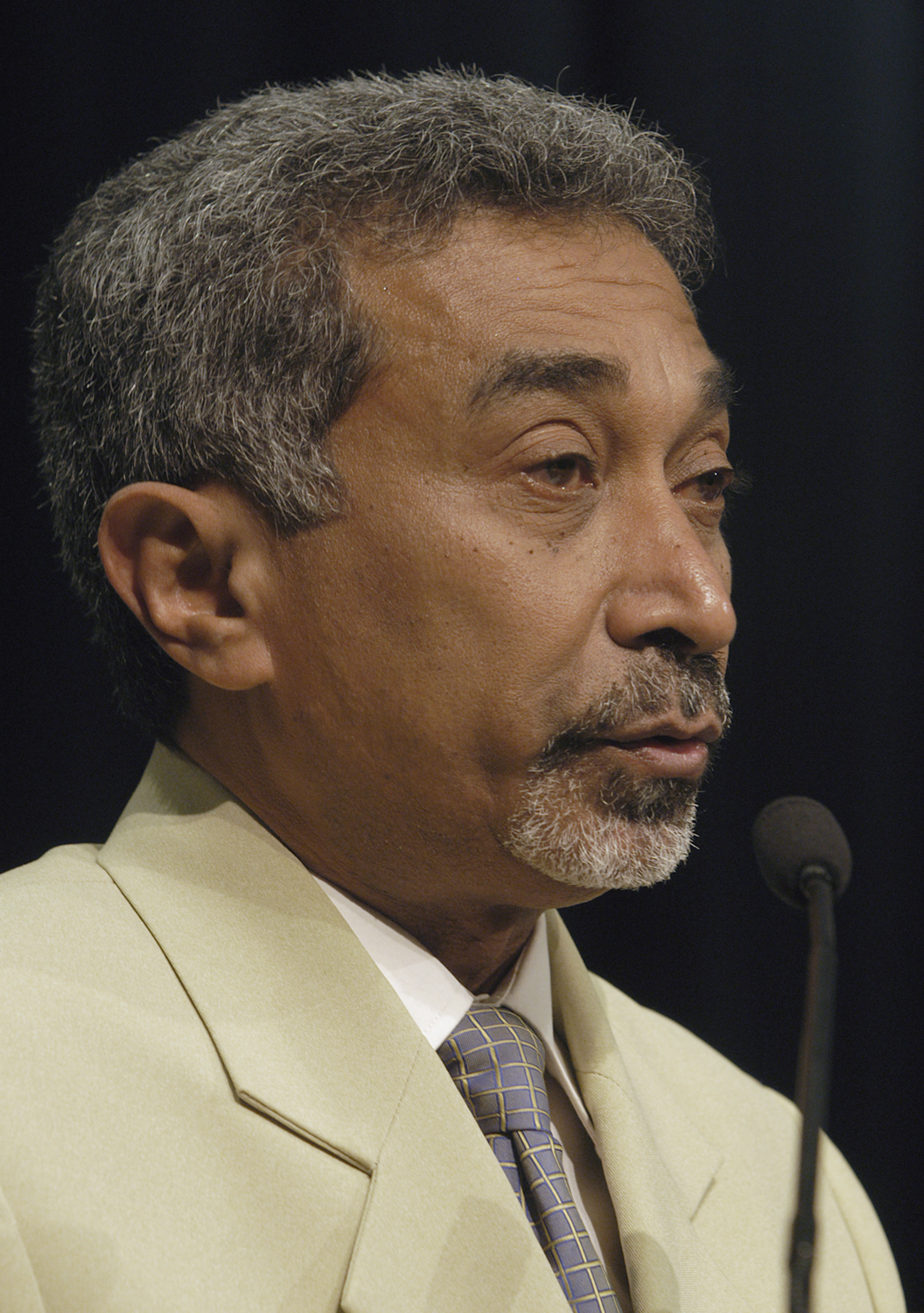
Marí Bin Amude Alkatiri (FRETILIN)

Osttimor war zum Zeitpunkt der Parlamentswahlen das ärmste Land Asiens. 41 % der Bevölkerung lebten unterhalb der Armutsgrenze, die die Vereinten Nationen auf 0,55 US-Dollar pro Tag festgelegt hatten. Beim Index der menschlichen Entwicklung lag Osttimor 2006 auf Platz 142. Die reichen Erdöl- und Erdgasvorkommen südlich von Timor stehen noch vor der Ausbeutung. Mit Australien wurde ein Vertrag über die Aufteilung der Vorkommen geschlossen.
Bei den Unruhen im Jahr 2006 starben mindestens 37 Menschen, als fast die Hälfte der Armee meuterte und es zu Gefechten zwischen den Meuterern und der Polizei kam. Dazu kamen Plünderungen, Brandstiftung und Kämpfe zwischen Jugendbanden, ethnische Konflikte brachen auf. Premierminister Marí Bin Amude Alkatiri von der FRETILIN musste schließlich zurücktreten. Noch immer leben 100.000 Menschen, 10 % der Bevölkerung, in Flüchtlingslagern. Eine internationale Eingreiftruppe unter der Führung Australiens sorgte wieder für Ruhe und Ordnung, zudem wurde eine neue UN-Polizeimission (UNMIT) nach Osttimor entsandt, die auch die Wahlen 2007 absichern sollte. Zu Zusammenstößen zwischen den Jugendbanden und Brandstiftungen kommt es dennoch immer wieder. Außerdem sanken durch Dürre, Ungeziefer und Pflanzenkrankheiten 2007 die Ernteerträge. Man schätzt, dass Osttimor 86.000 Tonnen an Lebensmitteln einführen muss, um die Verluste auszugleichen, 15.000 Tonnen davon müssen durch internationale Nahrungsmittelhilfen aufgebracht werden. Ein Fünftel der Bevölkerung ist auf diese Lebensmittelhilfe angewiesen.
Einer der meuternden Soldaten, Alfredo Reinado, brach mit mehreren Gefährten aus einem Gefängnis aus, in dem sie wegen unerlaubten Waffenbesitzes einsaßen. Anfang März wurden die Flüchtigen in Same von der australischen Armee eingekreist. Bei der Stürmung der Stadt starben vier Rebellen, die anderen entkamen. Hier befürchtete man eine Gefahr für den friedlichen Ablauf der Wahlen.
Am 9. Mai 2007 hatte sich in der Stichwahl der Präsidentschaftswahlen der parteilose José Ramos-Horta gegen den FRETILIN-Kandidaten Francisco Lu-Olo Guterres durchgesetzt. Ramos-Horta war zuvor Premierminister und ist ein enger politischer Freund des vorherigen Staatspräsidenten Xanana Gusmão.
Das alte Parlament war noch während der UN-Verwaltung 2001 gewählt worden. Dabei gewann die FRETILIN 55 Sitze. Das Parlament hatte 88 Sitze, da es das erste eigene osttimoresische Parlament war und ausnahmsweise sechs Jahre amtieren sollte.

## Die Parteien und die Spitzenkandidaten
Favorisiert waren bei der Wahl die neu gegründete Partei CNRT unter dem ehemaligen Staatspräsidenten Xanana Gusmão und die bisher dominierende Regierungspartei FRETILIN mit Parlamentspräsident Francisco Lu-Olo Guterres und dem ehemaligen Premierminister Marí Alkatiri an der Spitze. Der bisherige Übergangs-Premierminister Estanislau da Silva hatte auf der FRETILIN-Liste den Platz 9 inne. Gute Chancen für einen Einzug in das neue Parlament wurden auch zwei weiteren Parteilisten zugeschrieben: Der Partido Democrático PD unter ihrem Vorsitzenden Fernando La Sama de Araújo und der Koalition aus Associação Social-Democrata de Timor ASDT und Partido Social Democrata PSD mit den Spitzenkandidaten Mário Viegas Carrascalão (Vorsitzender der PSD) und Francisco Xavier do Amaral (ASDT-Vorsitzender).
Die Parteien wurden von der Nationalen Wahlkommission CNE in folgender Reihenfolge auf dem Wahlschein verzeichnet:
| Partei                                                                                            | politische Richtung       | Stimmanteil Wahl 2001 | Distriktsabgeordnete (Stimmanteil) | Sitze gesamt |
| ------------------------------------------------------------------------------------------------- | ------------------------- | --------------------- | ---------------------------------- | ------------ |
| União Nacional Democrática de Resistência Timorense UNDERTIM                                      |                           | –                     | –                                  | –            |
| Congresso Nacional da Reconstrução Timorense CNRT                                                 | konservativ               | –                     | –                                  | –            |
| Partidu Republikanu PR                                                                            | Mitte, sozialdemokratisch | –                     | –                                  | –            |
| Partido Democrática Republica de Timor PDRT                                                       |                           | –                     | –                                  | –            |
| Partido Democrata Cristão PDC                                                                     | christlich                | 1,98 %                | 0                                  | 2            |
| União Democrática Timorense UDT                                                                   | rechts konservativ        | 2,36 %                | 0 (2,30 %)                         | 2            |
| Partido Democrático PD                                                                            | Mitte-rechts              | 8,72 %                | 0 (5,88 %)                         | 7            |
| Partido Milénio Democrático PMD                                                                   |                           | –                     | –                                  | –            |
| Partido Socialista de Timor PST                                                                   | marxistisch-leninistisch  | 1,78 %                | 0                                  | 1            |
| Coligação ASDT/PSD aus Associação Social-Democrata de Timor ASDT und Partido Social Democrata PSD | konservativ               | 7,84 % / 8,18 %       | 0 (10,73 %) / 0 (4,76 %)           | 6/6          |
| Aliança Democrática aus Klibur Oan Timor Asuwain KOTA und Partido do Povo de Timor PPT            | konservativ               | 2,13 % / 2,01 %       | 0/0                                | 2/2          |
| Frente Revolucionária do Timor-Leste Independente FRETILIN                                        | links                     | 57,37 %               | 12 (66,05 %)                       | 55           |
| Partido Nasionalista Timorense PNT                                                                | nationalistisch           | 2,21 %                | 0                                  | 2            |
| Partido Unidade Nacional PUN                                                                      | Mitte, christdemokratisch | –                     | –                                  | –            |

Wahlscheinmuster für die Parlamentswahl

Folgende Parteien traten nicht mehr an:
| Partei                                                        | politische Richtung         | Stimmanteil Wahl 2001 | Distriktsabgeordnete (Stimmanteil) | Sitze gesamt |
| ------------------------------------------------------------- | --------------------------- | --------------------- | ---------------------------------- | ------------ |
| Partai Demokratik Maubere PDM                                 | rechts                      | 0,49 %                | 0                                  | 0            |
| Partai Liberal PL                                             | liberal, rechts             | 1,10 %                | 0                                  | 1            |
| Partido Democrata-Cristão de Timor UDC/PDC mit PDC fusioniert | konservativ                 | 0,66 %                | 0                                  | 1            |
| Associação Popular Democrática Timorense APODETI              | populistisch                | 0,60 %                | 0                                  | 0            |
| Partido Trabalhista PT                                        | demokratisch, sozialistisch | 0,56 %                | 0                                  | 0            |
| Partido Republika Nacional Timor Leste PARENTIL               | konservativ                 | 0                     | 0                                  | 0            |

## Grundsätze

Logo der Nationalen Wahlkommission CNE

Wahlberechtigt waren Osttimoresen ab dem 17. Lebensjahr. Das Wahlsystem beruht auf einer proportionalen Repräsentation der Parteien nach ihrem Anteil an den landesweiten Stimmen. Das Parlament kann zwischen 52 und 65 Abgeordnete haben. Nur registrierte Parteien und Wahlbündnisse durften Kandidatenlisten aufstellen, jedoch mussten Personen auf der Liste nicht der Partei angehören, wodurch auch unabhängige Kandidaten ins Parlament einziehen konnten. Nach einer neuen Regelung mussten mindestens ein Viertel aller Personen auf jeder Liste Frauen sein. Im bisherigen Parlament waren ohne diese Quote 22 der 88 Abgeordneten weiblich. Insgesamt mussten 90 Personen auf einer Parteiliste stehen, die 25 letzten Kandidaten waren Ersatzleute für eventuell ausscheidende Abgeordnete.
Ebenfalls neu war eine Drei-Prozent-Hürde, sodass erstmals Parteien mit einem geringeren Anteil bei den Stimmen nicht ins Parlament einziehen konnten. Unter diesen Umständen wären im vorigen Parlament nur vier von zwölf Parteien im Parlament gewesen. Zur Ermittlung der Sitzverteilung wurde das D’Hondt-Verfahren verwendet. Nicht mehr gewählt wurden die direkt gewählten Vertreter der 13 Distrikte Osttimors. Zwölf dieser Sitze hatte bisher die FRETILIN inne, der 13. Distriktabgeordnete war ein unabhängiger Kandidat. Der Wahlkampf lief 30 Tage, danach galt vor dem Wahltag zwei Tage Ruhe. Im neuen Parlament dürfen Abgeordnete nicht mehr die Partei wechseln. Falls sie dies wollen, müssen sie ihr Mandat zurückgeben und es wird mit einem Nachrücker aus der Parteiliste aufgefüllt.
Vor Beginn des Wahlkampfs unterzeichneten Vertreter der teilnehmenden Parteien einen Verhaltenskodex, in dem sie sich zu einem fairen, gewaltlosen und demokratischen Wahlkampf verpflichteten.

## Verlauf des Wahlkampfs

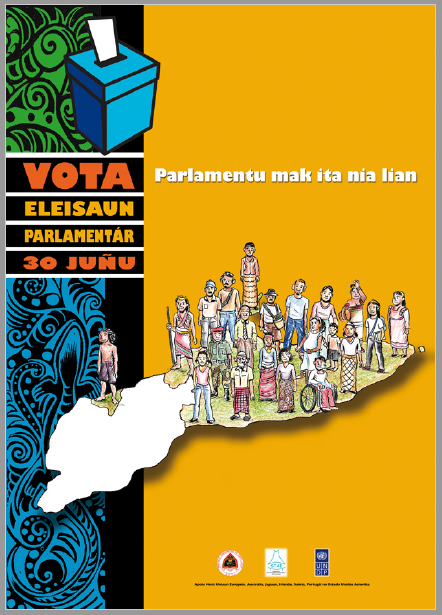
Infoplakat für die Parlamentswahl 2007

Größtenteils beschränkten sich die Parteien auf einen Personenwahlkampf. Sie bauten ihn in erster Linie auf ihre Spitzenkandidaten und die Oppositionsparteien zusätzlich auf die Kritik an der bisherigen Regierungspartei FRETILIN auf. Allein die PST bot ein ideologisch ausgearbeitetes Programm.
Der Beginn des Wahlkampfs war von einigen gewalttätigen Zusammenstößen überschattet. In Dili kam ein Mann ums Leben, als eine Handgranate bei Bandenkämpfen explodierte. Drei weitere wurden verletzt. In Baucau bekämpften sich Anhänger von FRETILIN und CNRT, und im Osten vom Distrikt Viqueque wurden Anhänger einer kleineren Partei bei der Durchführung einer Wahlkampfveranstaltung verprügelt.
Am 3. Juni wurde in Viqueque eine Wahlkampfveranstaltung von Xanana Gusmão angegriffen. Bei den fünf Angreifern handelte es sich laut UNMIT um außer Dienst gestellte Polizisten in Zivil. Das 35-jährige CNRT-Mitglied Alfonso „Kuda Lay“ Guterres wurde dreimal von Kugeln getroffen und starb. UN-Sicherheitskräfte trieben die Menge mit Tränengas und Warnschüssen auseinander. Gusmão wurde nicht verletzt, laut UNMIT war er vermutlich auch nicht Ziel des Anschlages. Als man den Leichnam von Guterres am Abend in seine Heimatstadt Ossu brachte, wurde der 24-jährige CNRT-Angehörige Domingus erschossen, ein 16-Jähriger wurde verletzt. Auch hier sollen, nach Angaben von Staatspräsident José Ramos-Horta Polizisten die Täter gewesen sein. Gründe für die Anschläge wurden nicht bekannt. Die International Stabilization Force (ISF) verlegten eine Einheit nach Viqueque, die UN verstärkte ihren Sicherheitsaufwand für den Wahlkampf. Im Oktober 2008 verurteilte das Distriktgericht Baucau den Polizeioffizier Luis da Silva zu sechs Jahren Gefängnis für die Tötung von Guterres.
Am 27. Juni endete der Wahlkampf mit einigen gewaltsamen Zwischenfällen: Die FRETILIN beschuldigte CNRT-Mitglieder, einen ihrer Konvois mit Steinen beworfen zu haben. Nahe Manatuto ging die Polizei mit Tränengas gegen Straßenblockierer vor. In Dili kam es zu Zusammenstößen zwischen Anhängern der verschiedenen Parteien.
Insgesamt nennen die Vereinten Nationen den Wahlkampf friedlich. Atul Khare, der Chef der UNMIT, meldete nur bei vier der bisher über 150 Wahlkampfveranstaltungen gewaltsame Zwischenfälle. Für den Zeitraum vom 28. Mai bis 12. Juni zählte das Election Violence Education and Resolution (EVER) Programm 34 Fälle von Gewalt im Zusammenhang mit den Wahlen, die Hälfte davon in der ersten Woche des Wahlkampfs. Die meisten Vorfälle fanden in Baucau statt, vier bis fünf jeweils in Oe-Cusse Ambeno, Ermera, Viqueque und Bobonaro. In vier der 13 Distrikten gab es keine Vorfälle.

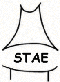
Logo der STAE

Eine Woche vor der Wahl erreichten die Stimmzettel Osttimor mit einem Charterflugzeug in Begleitung von Vertretern von CNE und der Wahlbehörde STAE (Secretariado Técnico de Administração Eleitoral). 652.000 Stück wurden in einer Druckerei in Surabaya in Indonesien hergestellt. Indonesische Behörden überwachten die Produktion der Stimmzettel. Vor der Versendung der Stimmzettel wurden sie von Beamten STAE und der UNMIT für die Weiterversendung in die Distrikte verpackt. Die Zettel sind mit einer Seriennummer auf einem Abreißzettel durchnummeriert, damit die Verteilung besser überwacht werden kann. Grund dafür waren die Unregelmäßigkeiten während der Präsidentschaftswahlen im selben Jahr.
Pedro da Costa von der PST kritisierte, dass einige Parteien den Wählern Geld gäben. Dies schade der Demokratie. Kritik fand auch der Aufruf der Diözese Dili an alle Christen, die PUN zu wählen.

## Wahltag und Auszählung
705 der 708 Wahllokale öffneten vor 7:30 Uhr. In Krankenhäusern und Gefängnissen waren mobile Wahllokale im Einsatz. Die Stimmzettel und Wahlurnen wurden aufgrund der Topographie des Landes teilweise mit Hubschraubern, Pferden oder zu Fuß transportiert, wobei es durch späte Monsunregenfälle zu Behinderungen kam. Zeitweise war sogar die Distriktshauptstadt Suai von der Außenwelt abgeschnitten. Drei Lokale im Distrikt Viqueque öffneten erst verspätet, da hier die Wahlunterlagen aufgrund des schlechten Wetters am Vortag erst am Morgen per Helikopter angeliefert werden konnten. Wie üblich gaben die meisten Timoresen bereits in den frühen Morgenstunden ihre Stimmen ab. Teilweise hatten sich schon vor der Öffnung Schlangen vor den Wahllokalen gebildet. Die Wähler wurden anhand ihrer Ausweise überprüft und wurden nach der Stimmabgabe mit Tinte am Finger markiert. Die CNE registrierte einige Probleme: Einige Abreißzettel der Wahlscheine waren falsch abgetrennt worden, bei anderen Scheinen fehlte die Seriennummer oder sie waren befleckt, einige Minderjährige versuchten zu wählen und in einigen Wahllokalen befand sich Werbematerial der Parteien. Laut CNE wurden diese Probleme durch die Wahlhelfer und Teams der CNE und des STAE behoben. 4000 Helfer standen zur Auszählung bereit.
Das STAE fand in Balibo acht bereits vor der Ausgabe perforierte Stimmzettel, in Metinaro entdeckte ein Wähler mehrere bereits markierte Stimmzettel. In Ainaro versuchte ein Mann mit dem Personalausweis seines Vaters zu wählen, nachdem er schon selbst seine Stimme abgegeben hatte.
Der Wahlgang verlief nach Aussagen des STAE weitgehend friedlich, mit einigen kleineren Zwischenfällen: In einem Wahllokal in Ossu musste die Stimmabgabe unterbrochen werden, bis die Polizei wieder für Ordnung sorgte und die Öffnungszeit des Lokals verlängerte. In Ermera wurde ein Mann verhaftet, der mit Pfeilen bewaffnet im Wahllokal erschienen war. 426.190 Wähler gaben ihre Stimme ab. Die Wahlurnen wurden nach Ende der Stimmabgabe zum Teil mit Helikoptern zu den 13 Auszählzentren in den Distriktshauptstädten gebracht. In Dili verzögerte sich die Auszählung, da die FRETILIN zehn anstatt des einen jeweils zugelassenen Beobachters pro Partei bei der Auszählung dabei haben wollten. Die CNE ließ schließlich diese zehn Beobachter pro Partei entgegen der bisherigen Regelung zu.
Am 5. Juli 2007 wurde das offizielle Endergebnis veröffentlicht:
| Offizielles Endergebnis und Sitzverteilung |         |               |                  |       |
| Partei                                     | Stimmen | Stimmenanteil | Gewinne/Verluste | Sitze |
| UNDERTIM                                   | 013.247 | 03,19 %       | 0+3,19 %         | 2     |
| CNRT                                       | 100.175 | 024,10 %      | +24,10 %         | 18    |
| PR                                         | 04.408  | 01,06 %       | 0+1,06 %         | 0     |
| PDRT                                       | 07.718  | 01,86 %       | 0+1,86 %         | 0     |
| PDC                                        | 04.300  | 01,03 %       | 0−0,95 %         | 0     |
| UDT                                        | 03.753  | 00,90 %       | 0−1,46 %         | 0     |
| PD                                         | 046.946 | 011,30 %      | 0+2,58 %         | 8     |
| PMD                                        | 02.878  | 00,69 %       | 0+0,69 %         | 0     |
| PST                                        | 03.982  | 00,96 %       | 0−0,82 %         | 0     |
| Coligação ASDT/PSD                         | 065.358 | 015,73 %      | 0−0,29 %         | 11    |
| Aliança Democrática KOTA/PPT               | 013.294 | 03,20 %       | 0−0,94 %         | 2     |
| FRETILIN                                   | 120.592 | 029,02 %      | −28,35 %         | 21    |
| PNT                                        | 010.057 | 02,42 %       | 0+0,21 %         | 0     |
| PUN                                        | 018.896 | 04,55 %       | 0+4,55 %         | 3     |
| gültige Stimmen                            | 415.604 | 100,00 %      | –                | –     |
| ungültige und leere Stimmen                | 010.606 | 02,49 %       | –                | –     |
| Gesamt (Wahlbeteiligung: 80,5 %)           | 426.210 | –             | –                | 65    |

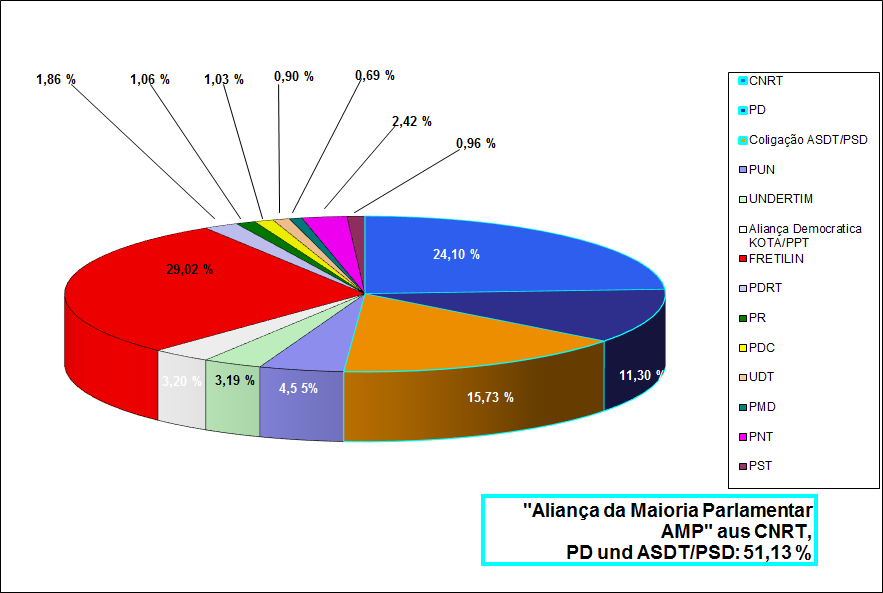
Endergebnis der Parlamentswahl 2007

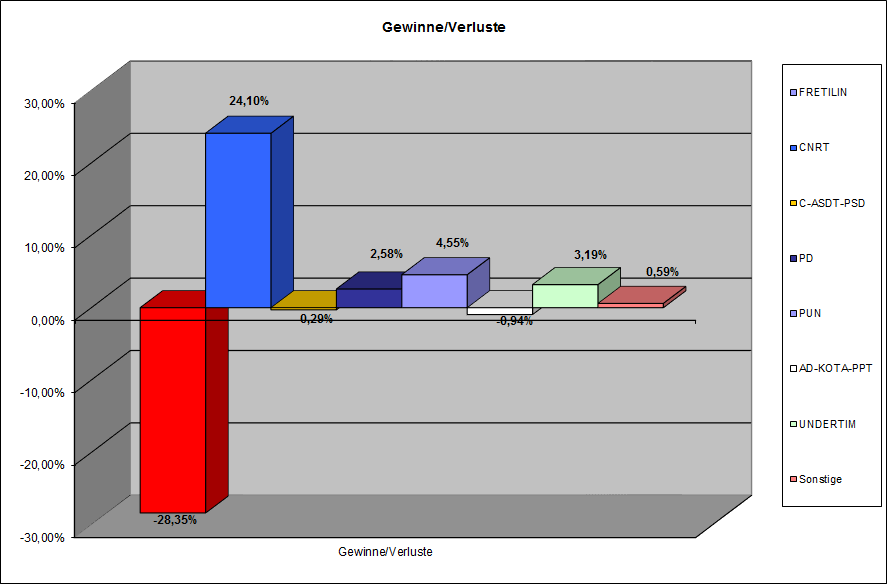
Gewinne und Verluste der Parteien

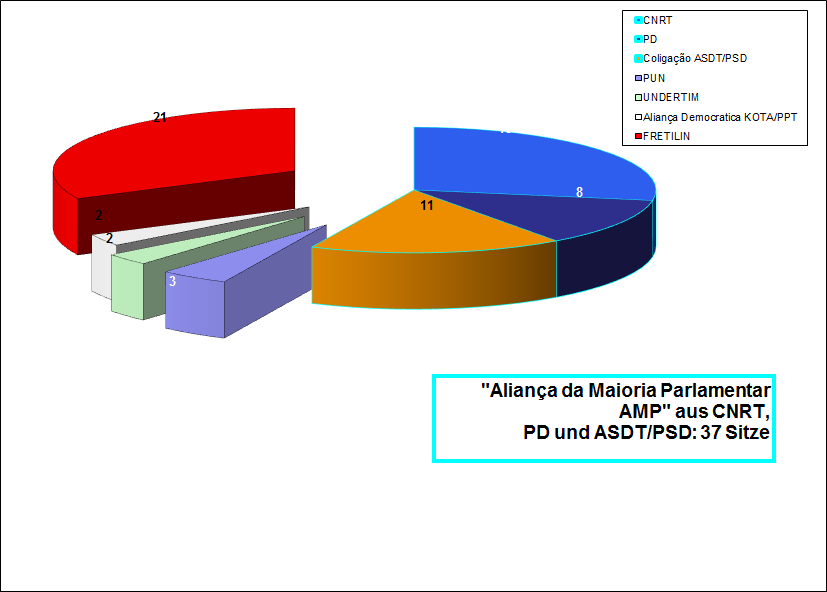
Sitzverteilung im Nationalparlament nach der Wahl 2007

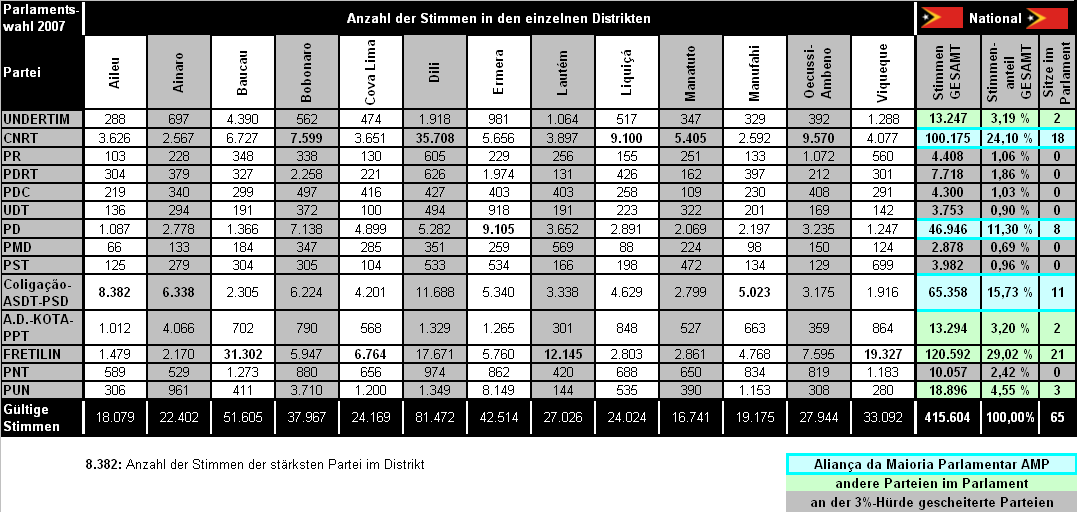
Ergebnis der Stimmauszählung nach Distrikten

Nach dem offiziellen Endergebnis lag die FRETILIN mit 29,02 % und 21 Sitzen an der Spitze, gefolgt von dem CNRT mit 24,10 % und 18 Sitzen. Ebenfalls in das Parlament zogen ein: UNDERTIM (3,19 %, 2 Sitze), PD (11,30 %, 8 Sitze), Coligação ASDT/PSD (15,73 %, 11 Sitze), Aliança Democrática KOTA-PPT (3,20 %, 2 Sitze) und PUN (4,55 %, 3 Sitze). Unter den 65 gewählten Abgeordneten befanden sich 18 Frauen (im alten Parlament waren es 22 von 88): Fünf für die FRETILIN, sechs für die CNRT, vier für die C-ASDT-PSD, zwei für die PD und eine für die PUN.

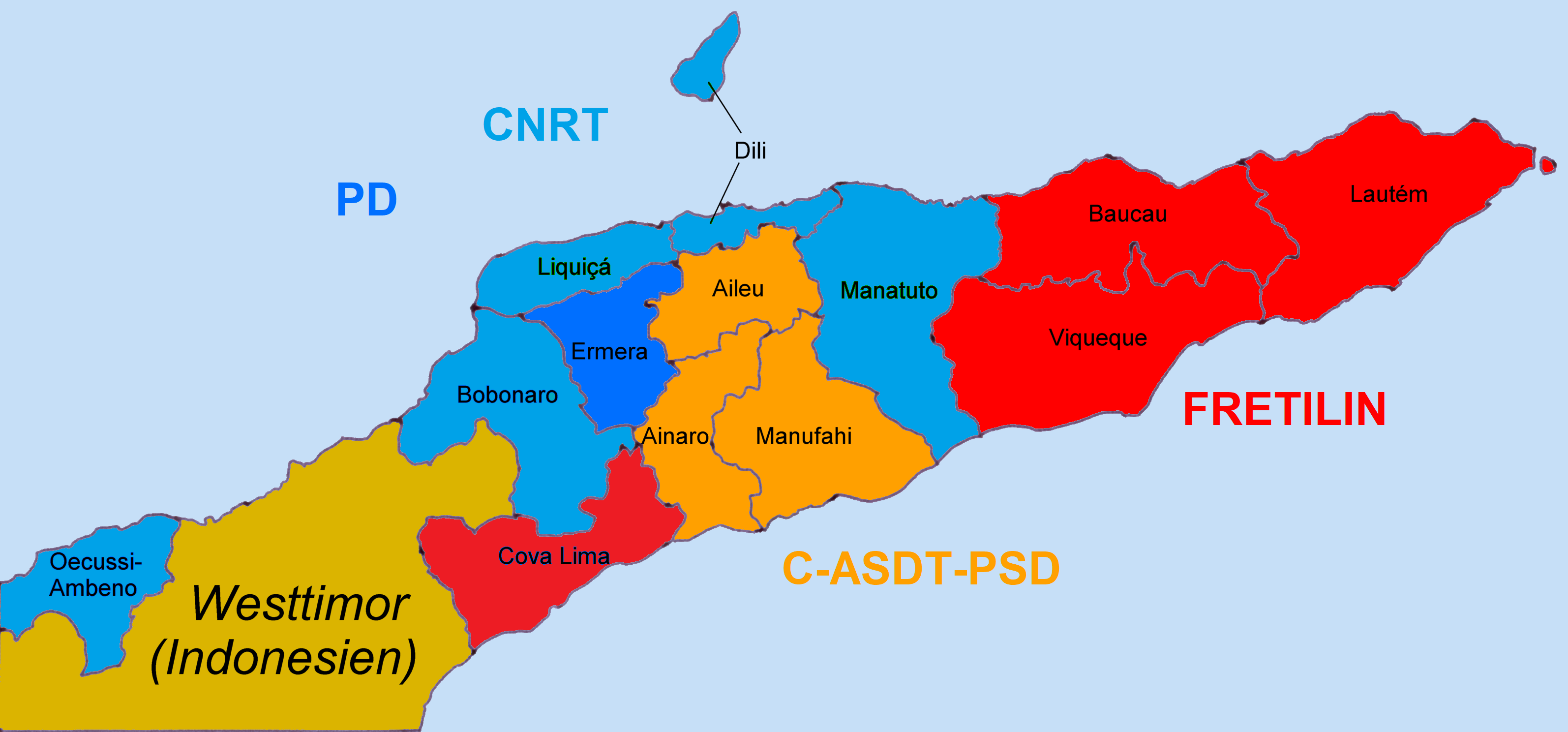
Stärkste Partei in den einzelnen Distrikten

Bei den Ergebnissen in den einzelnen Distrikten zeigte sich eine deutliche Spaltung des Landes. Dominierte die FRETILIN im Osten des Landes (Loro Sae), so konnten die verschiedenen Oppositionsparteien im Westen (Loro Munu) punkten. Die FRETILIN wurde deutlich stärkste Partei in Baucau mit 62,44 %, in Viqueque mit 59,84 % und in Lautém mit 45,53 %. Im westlichen Cova Lima wurde sie zwar mit 28,58 % zwar stärkste Partei, aber bei weitem nicht so deutlich vor den anderen. Der CNRT hatte ihren größten Zuspruch im Distrikt der Landeshauptstadt Dili mit 45,23 %, war aber auch stärkste Kraft in den westlichen Distrikten Liquiçá (38,96 %), Oecussi-Ambeno (34,68 %) und Bobonaro (20,56 %). Im Manatuto, dem westlichsten der Ostdistrikte konnte die CNRT ebenfalls die meisten Stimmen sammeln (33,18 %). Die C-ASDT-PSD setzte sich im westlichen Hochland durch und wurde stärkste Kraft in Aileu (47,30 %), Ainaro (29,13 %) und Manufahi (26,79 %). Die PD wurde die stärkste Partei im westlichen Ermera mit 21,97 %, aber auch im benachbarten Bobonaro erzielten sie als zweitstärkste Partei immerhin 19,31 %.
Das Endergebnis der Auszählung wurde am 11. Juli vom Tribunal de Recurso de Timor-Leste (deutsch Berufungsgericht Osttimors) offiziell bestätigt. Die 83 Beschwerden betreffs Vorgänge während der Wahl, von denen elf gegen Gesetze verstießen, hätten keine Auswirkungen auf das Ergebnis gehabt.

## Regierungsbildung
Keine Partei hatte die alleinige Mehrheit im Parlament für sich gewinnen können. Da die Verfassung Osttimors in diesem Falle keine klare Vorgabe macht, welche Partei nun das Recht der Regierungsbildung hat, beziehungsweise welche Partei dazu vom Staatspräsidenten die Aufforderung zu erhalten hat, kam es darüber zum Streit.
Alkatiri kündigte zwar zunächst Koalitionsgespräche der FRETILIN mit verschiedenen Gruppen an und sprach auch von der Möglichkeit einer Minderheitsregierung, aber Analysten erwarteten eine Koalitionsregierung unter Führung von Xanana Gusmão und seines CNRT, da die meisten Parteien eine Koalition mit der FRETILIN im Vorhinein ausgeschlossen hatten. Am 6. Juli verkündeten Gusmão, Fernando de Araujo und Mário Viegas Carrascalão schließlich die Bildung der AMP aus CNRT, Coligação ASDT-PSD und PD, die zusammen 51,13 % und 37 der 65 Sitze errungen hat. Carrascalão erklärte, noch würde über den Namen des zukünftigen Premierministers diskutiert. Daraufhin verkündete Alkatiri die Bereitschaft der FRETILIN zur Bildung einer Regierung der nationalen Einheit unter Einbeziehung des CNRT. Bisher hatte die FRETILIN eine Koalition mit dem CNRT ausgeschlossen. Eine solche Einheitsregierung präferiert auch Staatspräsident Ramos-Horta. In Gesprächen mit den Beteiligten versucht er die Parteien zu einer Regierung aus FRETILIN und CNRT zu bewegen.

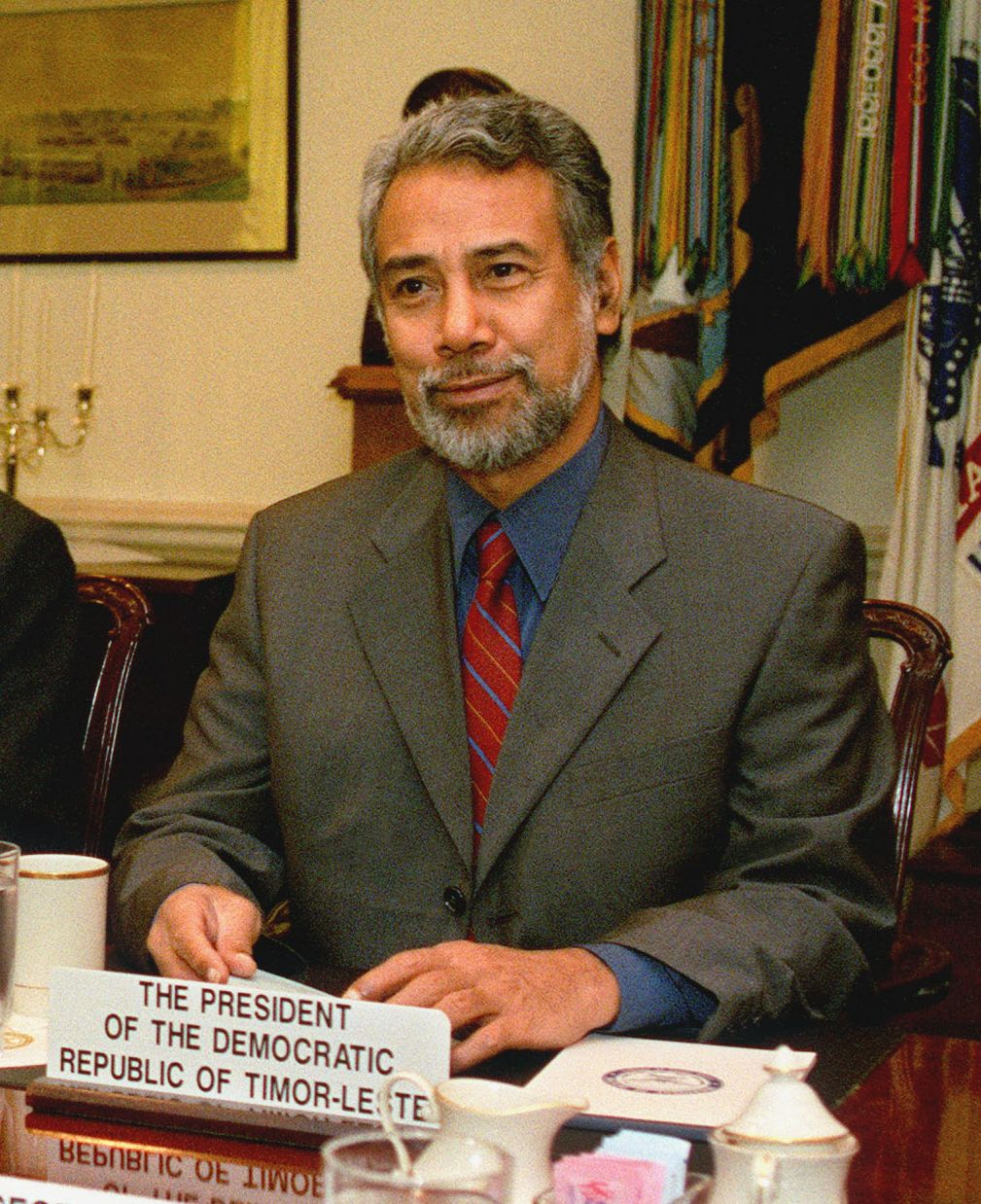
Xanana Gusmão (CNRT)

Am 12. Juli kündigte die UNDERTIM an die FRETILIN bei der Bildung einer Regierung unterstützen zu wollen, ohne aber eine Koalition mit dieser eingehen zu wollen. „Die UNDERTIM wird ihre politische Unabhängigkeit behalten“, so UNDERTIM-Generalsekretär Cristiano da Costa nach einem Treffen mit Staatspräsident José Ramos-Horta. UNDERTIM-Parteichef Cornelio L7 Gama rief CNRT und FRETILIN zur Zusammenarbeit auf. PUN-Parteivorsitzende Fernanda Borges indes schloss eine Regierungsbeteiligung für ihre Partei aus: „Wir wollen eine Oppositionspartei im Nationalparlament sein, die ihren Fokus auf Gerechtigkeit und gegen Vetternwirtschaft, Korruption und Nepotismus im Lande richtet.“
Schließlich wurde am 17. Juli bekanntgegeben, dass sich FRETILIN und die Allianz nun doch auf die Bildung einer Regierung der nationalen Einheit geeinigt haben, ohne sich aber auf die Verteilung der Regierungsposten zu einigen. Doch nur zwei Tage später erklärte Carrascalão, dass die PSD sich nicht an einer gemeinsamen Regierung mit der FRETILIN beteiligen würde: „Aus meiner Sicht kann eine Einheitsregierung nicht funktionieren und falls Xanana Gusmão die FRETILIN einbinden möchte, wird meine Partei aus der Allianz ausscheiden.“ Carrascalão galt zu diesem Zeitpunkt als möglicher Premierminister einer Regierung der Allianz.
Am 24. Juli gab Staatspräsident Ramos-Horta das endgültige Scheitern der Koalitionsgespräche bekannt, da die Parteien keine Einigung erzielen konnten. Ein Sprecher der Gusmão-Koalition sagte, falls die FRETILIN die Regierung bilden werde, würde die Allianz in die Opposition gehen. Hier könnte sie jede Regierungsentscheidung blockieren und dadurch Neuwahlen erzwingen.
Das neue Parlament trat erstmals am 30. Juli zusammen, ohne dass eine neue Regierung bestimmt wurde. Als Parlamentspräsidenten wählten die Abgeordneten den Vorsitzenden der PD Fernando de Araújo. Er setzte sich gegen den FRETILIN-Kandidaten Aniceto Guterres Lopes durch, den ehemaligen Vorsitzenden der Empfangs-, Wahrheits- und Versöhnungskommission CAVR, die im Auftrag der Vereinten Nationen die Menschenrechtsverletzungen in Osttimor zwischen April 1974 und Oktober 1999 untersuchen hatte.
Am Tag darauf setzte Ramos-Horta den Parteien eine letzte Frist bis zum 3. August. Sollten sie bis dahin keine Einigung erzielt haben, werde der Präsident selbst gemäß der Verfassung eine Regierung bestimmen. Noch vor Ablauf des Ultimatums drohte Alkatiri, die Abgeordneten der FRETILIN würden die zukünftigen Parlamentssitzungen boykottieren, falls die FRETILIN nicht den Premierminister stelle. Mário Viegas Carrascalão wies die Forderung zurück und betonte das Recht der Allianz den Premierminister zu stellen: „Die AMP kann die Bildung einer Regierung nicht akzeptieren, wenn diese nicht aus der AMP selbst gebildet wird.“ Carrascalão fügte hinzu, dass die Allianz nun Gusmão als Premier nominieren wolle. Ein Boykott habe nach Einschätzung der Allianz keine Auswirkungen auf die Funktionsfähigkeit des Parlaments. Ramos-Horta verkündete schließlich, er werde Xanana Gusmão und seine Allianz mit der Regierungsbildung beauftragen. Die Regierung sei trotzdem auf die Zusammenarbeit mit der FRETILIN angewiesen, da diese in den Distrikten und Kommunen die Macht innehabe. Die FRETILIN lehnte diesen Weg ab und forderte stattdessen nochmals einen unabhängigen Kandidaten als Premierminister.

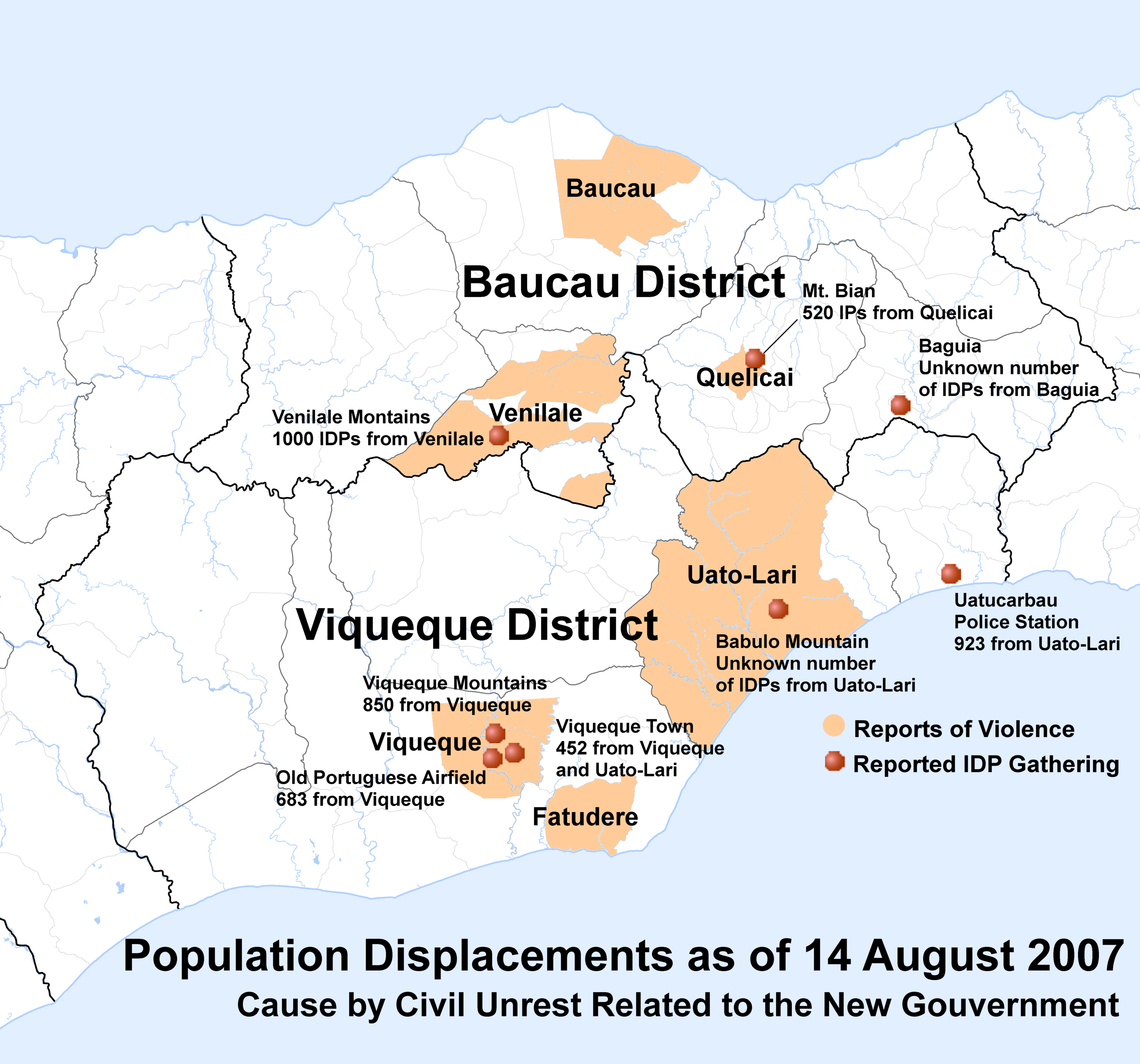
Unruhegebiete und Zahl der Vertriebenen, 14. August 2007

Am 6. August 2007 erteilte Ramos-Horta Xanana Gusmão den Auftrag zur Regierungsbildung. Die Vereidigung des neuen Premierministers erfolgte am 8. August. Bereits kurz nach der Berufung Gusmãos durch Ramos-Horta begannen gewalttätige Ausschreitungen enttäuschter FRETILIN-Anhänger in den Distrikten von Dili, Baucau und Viqueque. 323 Häuser wurden niedergebrannt und mehrere Menschen verletzt, darunter auch ein australischer Polizist. 4000 bis 6000 Menschen flohen aus den Unruhegebieten von Viqueque und Baucau. FRETILIN-Generalsekretär Marí Alkatiri nannte die Beauftragung Gusmãos illegal und nicht verfassungskonform. Seine Partei wolle alle legalen Wege gegen diese Entscheidung gehen und jegliche Zusammenarbeit mit dieser Regierung boykottieren. Der Chef der UNMIT Atul Khare begrüßte die Entscheidung Ramos-Hortas Gusmão mit der Regierungsbildung zu beauftragen.

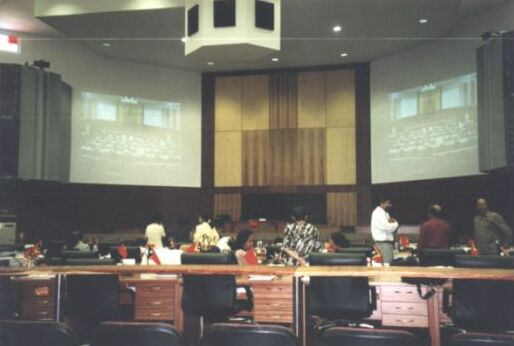
Das Nationalparlament von Osttimor in Dili

Überraschend berief Gusmão José Luís Guterres zum stellvertretenden Premierminister. Guterres ist Anführer der FRETILIN Mudança (Reform-FRETILIN), die 2006 versucht hatte Alkatiri nach den Unruhen auch als Generalsekretär der Partei zu stürzen, was aber scheiterte. Die Konfrontation der FRETILIN Mudança mit der eigenen Partei eskalierte nach den Parlamentswahlen. Alkatiri erwirkte gegen die Angehörigen der FRETILIN Mudança ein Parteiausschlussverfahren, da sie Wähler aufgefordert hatten Xanana Gusmão zu wählen. Der Aufforderung, die FRETILIN freiwillig zu verlassen, waren die Reformer nicht nachgekommen. Guterres Ernennung wird als Versuch gewertet den Reformkräften in der FRETILIN eine Möglichkeit zur Teilnahme an der Regierung zu eröffnen. Ein nachträgliches Angebot an FRETILIN-Politiker sich im Kabinett zu beteiligen, wurde von der Parteiführung abgelehnt. Eine weitere ungewöhnliche Berufung ist jene des PST-Generalsekretärs Avelino Coelho da Silva als Staatssekretär für Energie, obwohl seine Partei es nicht einmal über die Drei-Prozent-Hürde geschafft hatte.
Am 13. August erklärte Marí Alkatiri schließlich, seine Partei würde ihre Rolle als Opposition akzeptieren und von der Boykottdrohung absehen. Eine Zusammenarbeit mit der Regierung lehnte er aber weiterhin ab. Die Randalierer rief Alkatiri auf, die Gewalt zu beenden.
Sechs der sieben Parteien, die an der Drei-Prozent-Hürde gescheitert waren, schlossen sich Mitte Juli zur Liga Democrática Progressiva LDP als politische Plattform zusammen. Deren Sprecher Hermenegildo Lopes von der PMD erklärte am 10. August, die LDP sehe die Regierung der Allianz als legal und verfassungsgemäß an.

### Allgemein
- ETAN – Informationen zu den Wahlen 2007 in Osttimor
- Kalender zur Parlamentswahl (PDF; 14 kB)
- Verhaltenskodex der Parteien für die Parlamentswahlen 2007 (englisch/tetum)
- Liste der Kandidaten von der STAE (PDF; 819 kB)
- Liste der Wahllokale (PDF; 118 kB)
- Parteien und politische Gruppen in Osttimor (Memento vom 7. Juni 2007 im Internet Archive) (englisch; PDF; 996 kB)
- Photos von der Stimmabgabe in Dili

### Organisationen
- STAE – Secretariado Técnico de Administracão Eleitoral (Memento vom 22. Januar 2012 im Internet Archive) (portugiesisch)
- CNE – Comissão Nacional de Eleições (englisch/portugiesisch/tetum)
- UNDP – United Nations Development Programme (Memento vom 27. September 2007 im Internet Archive) (englisch)
- UNMIT (englisch)